# サンフランシスコ市営鉄道LRV2電車
LRV2は、アメリカ・カリフォルニア州サンフランシスコで公共交通機関を運営するサンフランシスコ市営鉄道が所有する路面電車（ライトレール）用車両。イタリアのアンサルドブレーダ（現：日立レールイタリア）が製造した車両で、ライトレール路線であるミュニ・メトロで運用されている。この項目では、増備車であるLRV3についても解説する。

## 概要
サンフランシスコ市営鉄道が運営していた路面電車網は1980年2月18日以降ライトレールのミュニ・メトロ（Muni Metro）として高規格化されたが、その際に従来のPCCカーを置き換えるために導入されたのが、ボーイング・バートル製のアメリカ標準型路面電車（USSLRV）（LRV1）であった。しかし導入後は制動装置、乗降扉、電動機など様々な箇所に故障が頻発し、営業運転を離脱する車両が多発した事から、代替となる新型電車が求められるようになった。
そして競争入札の結果、1991年12月6日にイタリアのアンサルドブレーダが受注を獲得し、1999年まで実施された追加発注分も含め合計151両の車両を製造した。そのうち1991年から1996年までに発注された77両（1401 - 1475）は"LRV2"、1998年から1999年にかけて発注された74両の仕様変更車両（1476 - 1550）は"LRV3"と呼ばれている。
編成は両運転台式の2車体連接式で、耐腐食性を考慮し車体は耐候性鋼（コルテン鋼）が、屋根はステンレス鋼で構成されている。デザインはイタリアのコーチビルダー（カロッツェリア）であるピニンファリーナが手掛ける。台車は連接部分の1台が付随台車、運転台側の2台がゼネラル・エレクトリック（GE）製の三相誘導電動機を2基搭載した動力台車となっており、双方とも枕ばねに空気ばね、軸ばねにゴム製のばねを用いた同一設計となっている。制御方式はGTO素子を用いたVVVFインバータ制御である。
各車体の両側2箇所に設置される乗降扉はプラグドアが用いられ、車内には高床式・低床式双方のプラットホームに対応した可動式のステップが設置されている。また各車体の運転台側には車椅子やベビーカーが設置可能なよう折り畳み座席が設置されている区域が存在する。屋根上には冷暖房を完備した空調装置が各車体に1基搭載されている。
LRV3は制動装置、運転席、中央部の扉のステップ増設などの改良が行われているが、機器はLRV2と同様の構造であり、共通運用が可能である。

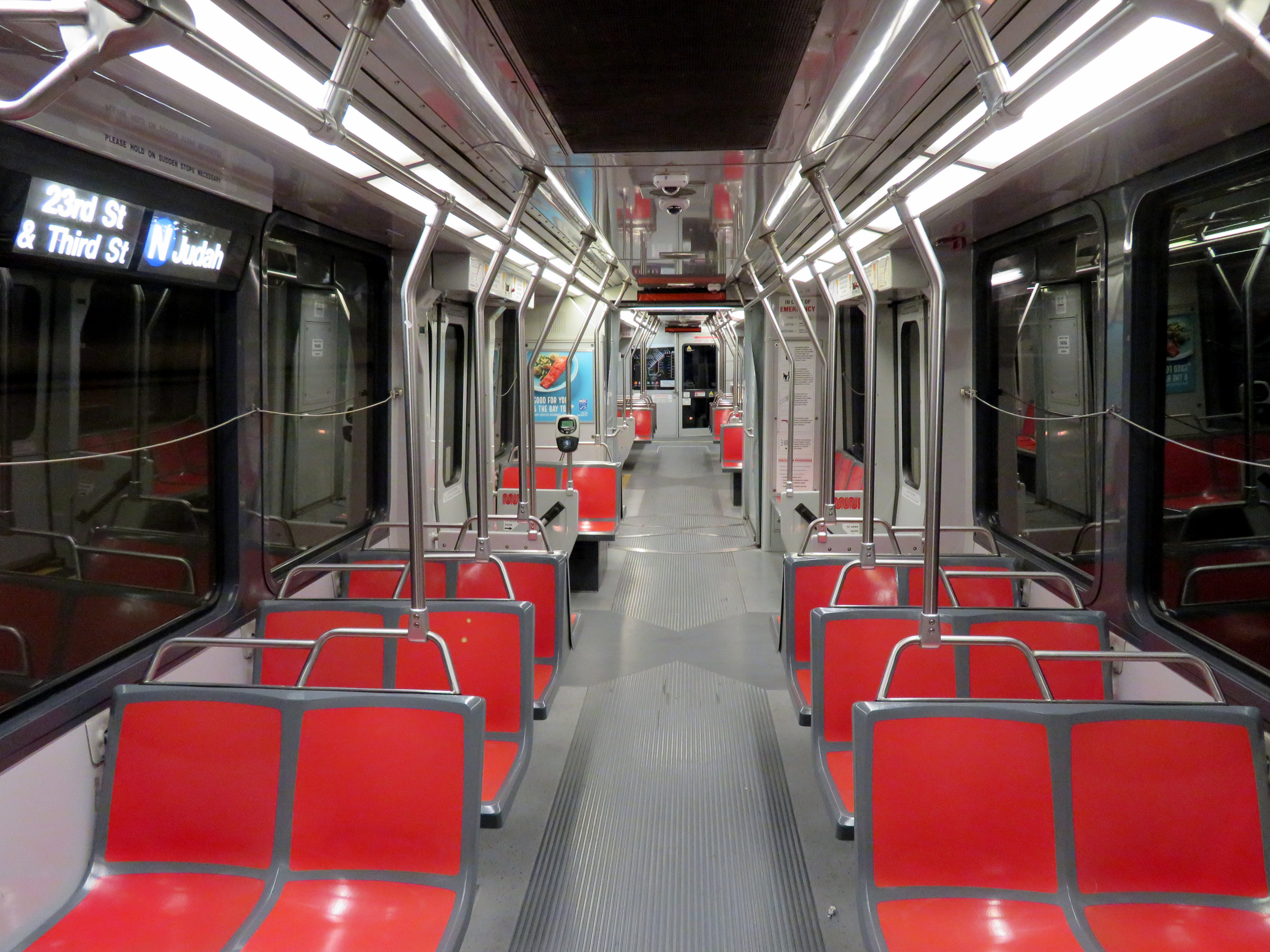
車内
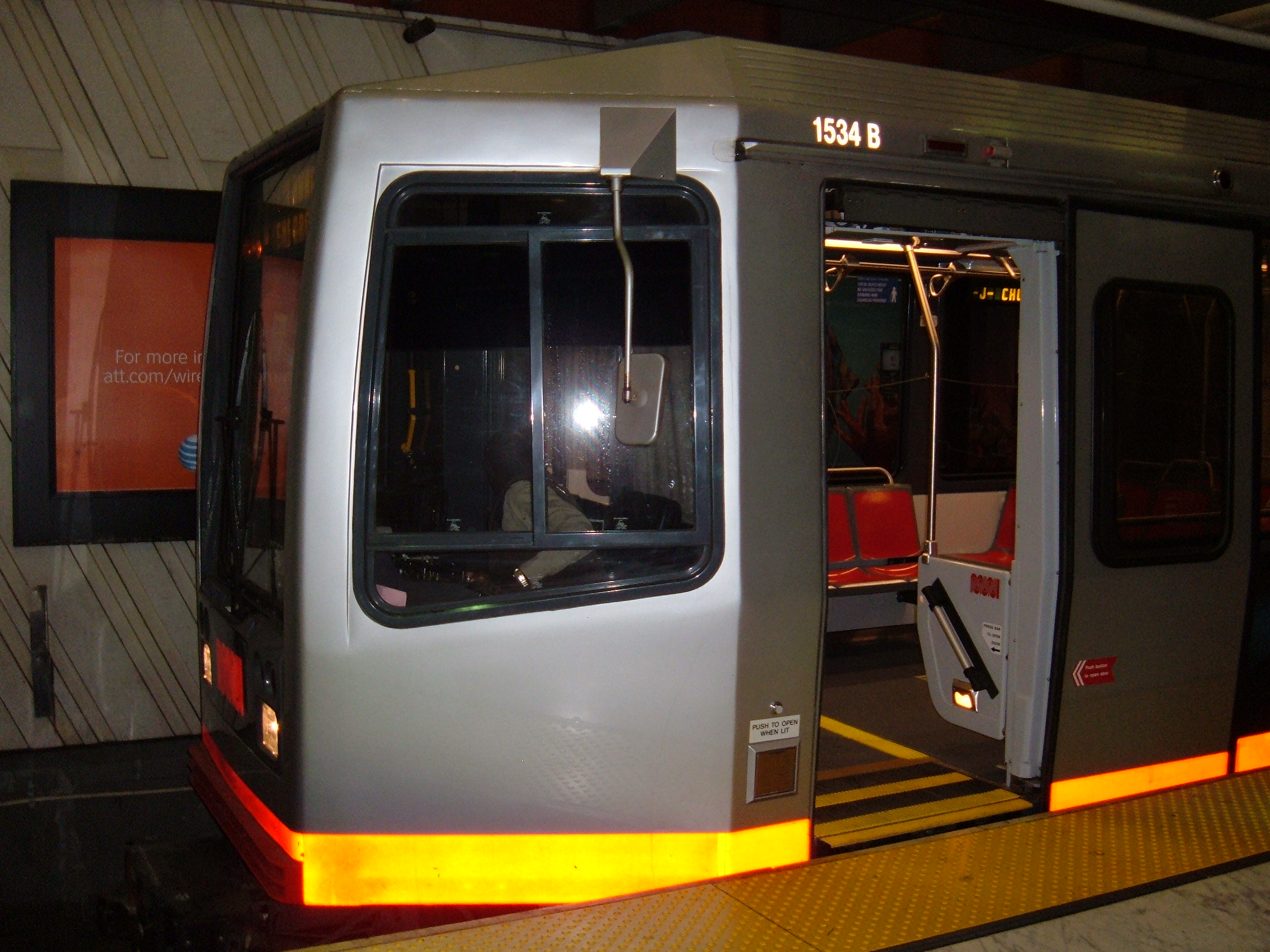
乗降扉（高床式プラットホーム停車時）
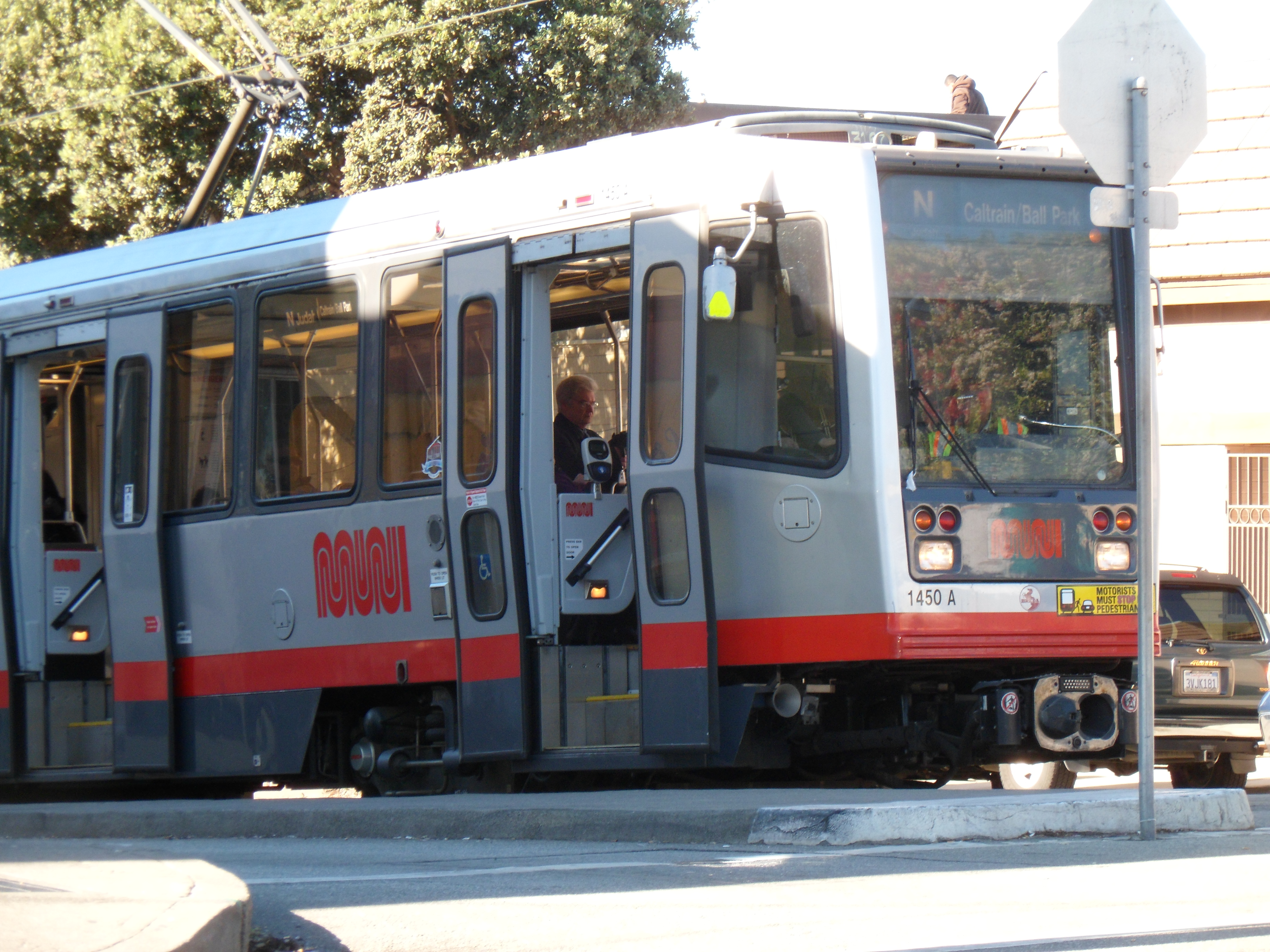
乗降扉（低床式プラットホーム停車時）

## 運用
1996年に最初の車両が登場し、同年12月10日から営業運転を開始した。最終組み立てはバイ・アメリカン法に基づきサンフランシスコ港の80番桟橋（Pier 80）で実施された。運用当初はUSSLRVよりも重量が増加した事による騒音や振動、乗降扉が動作不能となるなど初期故障が続出したが、軌道の改良や車両修繕により解消され、2003年までに全151両が導入された。故障頻度についても大幅に改善され、2017年度の平均故障間隔は2012年度から75％も長くなった。これにより、2002年までにUSSLRVは営業運転から退き、全車とも廃車された。
2017年現在、LRV2とLRV3は共にミュニメトロの全6系統で使用されており、サンフランシスコ市営鉄道が運営する交通機関のうち20％の乗客に利用されているが、2両は事故により廃車されたため149両が在籍している。

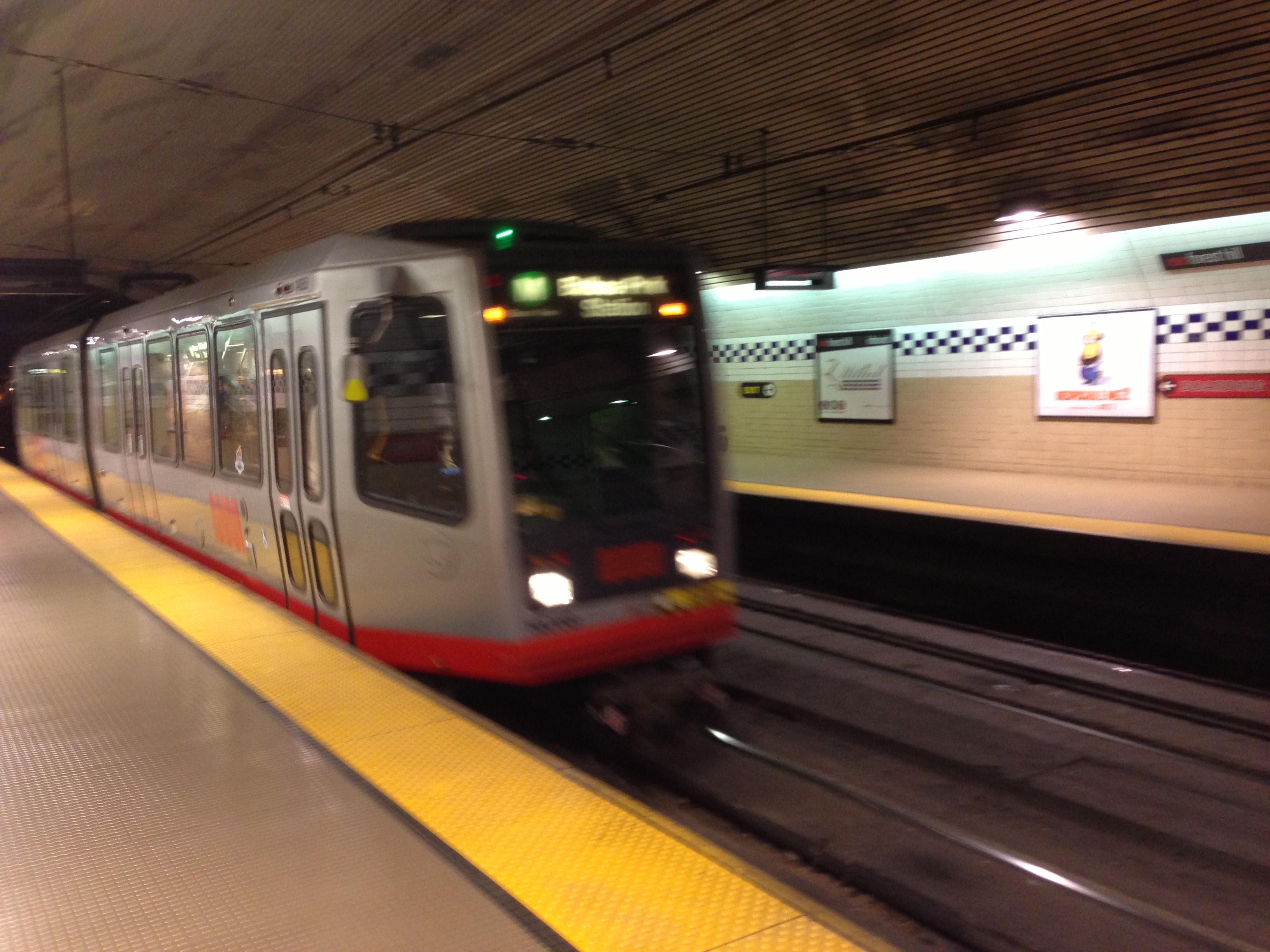
地下駅に乗り入れる車両（2013年撮影）
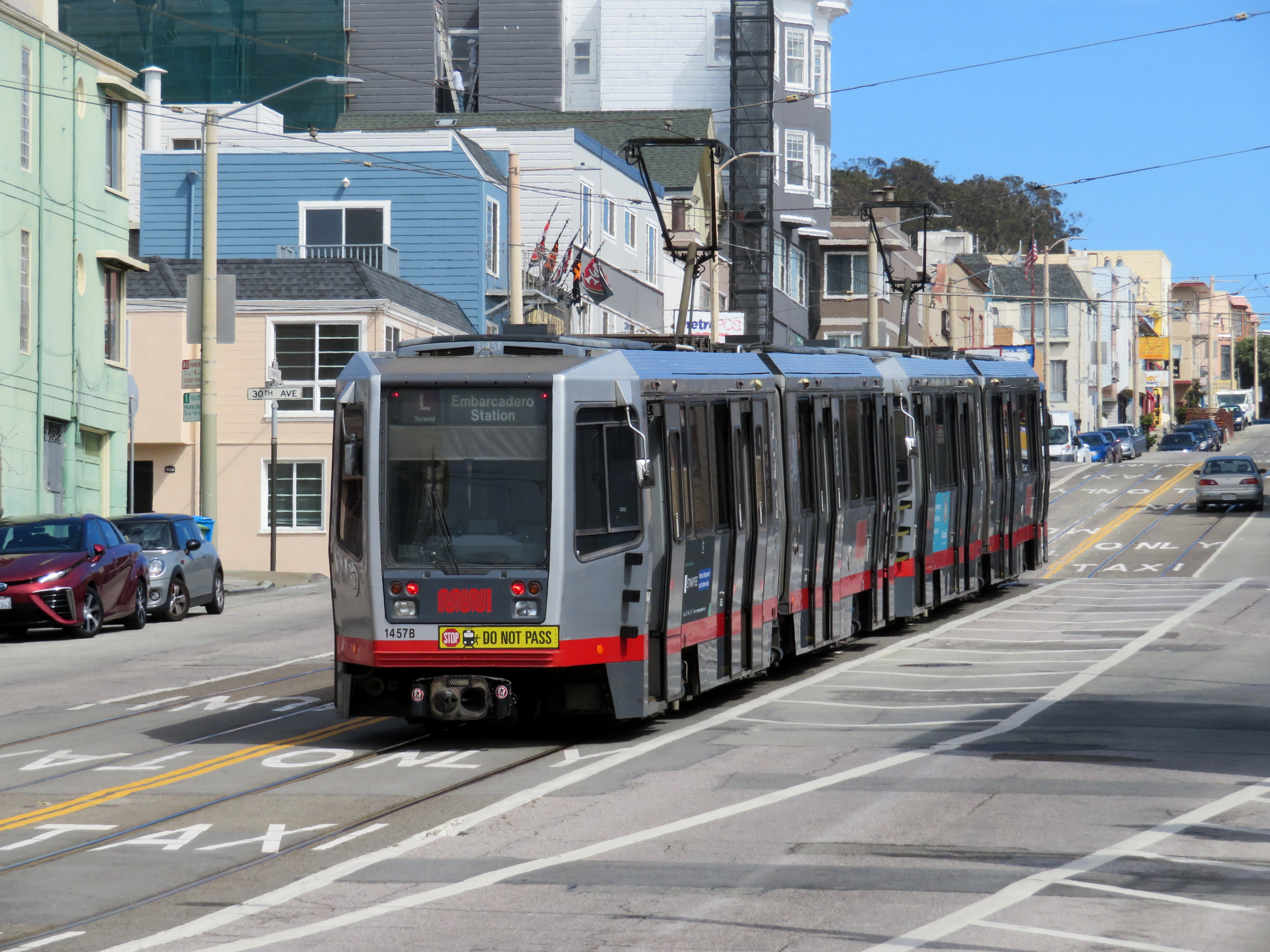
連結運転も実施される（2018年撮影）

## 今後の予定
2014年、サンフランシスコ市営鉄道を所有するサンフランシスコ市交通局（SFMTA）は、既存施設の改良や修繕、路線延長を含む各交通機関に関する長期計画を立ち上げ、その中で2021年に初期車が耐用年数（25年）に達するLRV2・LRV3を新型車両によって置き換える計画も含まれていた。これに基づく入札の結果シーメンスが受注を獲得した新型電車・S200（LRV4）は2017年から営業運転を開始しており、LRV2・LRV3は2027年までに全車廃車される予定となっている。

## 参考資料
- SFMTA (2017年). “SHORT RANGE TRANSIT PLAN” (英語). 2019年11月8日閲覧。